# Privoljsk
Privoljsk (en rus Приволжск) és una ciutat de l'óblast d'Ivànovo, Rússia. Es troba a la vora del Xatxa, un petit afluent del Tsna, a 51 km al nord-est d'Ivànovo. El 2009 tenia 17.245 habitants. A nivell monumental destaquen l'Església de Sant Nicolau (1779), el Convent de Sant Nicolau, l'Església dels Vells Creients i les cases del carrer de la Revolució. Es coneix des del 1485 com el poble Iakovlevskoie Bolxoie, la ciutat de Privoljsk fou formada a partir de la fusió d'aquest poble amb els assentaments veïns el 1938, any en què va rebre l'estatus de ciutat. El lloc pertanyia el segle XVI al Monestir Ipatiev de Kostromà.
| 1939   | 1959   | 1970   | 1979   | 1989   | 2002   | 2008   |
| ------ | ------ | ------ | ------ | ------ | ------ | ------ |
| 14 700 | 18 700 | 19 800 | 20 400 | 20 680 | 18 385 | 17 332 |